# 浪越 (小惑星)
浪越（なみこし、61386 Namikoshi）は小惑星帯の小惑星である。スイスのアマチュア天文家ステーファノ・スポセッティが Gnosca の観測所で発見した。
指圧療法の創始者で日本指圧協会元会長の浪越徳治郎から命名された。